# Sarina Koga
Sarina Koga (古賀 紗理那?, Koga Sarina; Kanzaki, 21 maggio 1996) è un'ex pallavolista giapponese, nel ruolo di schiacciatrice.

## Carriera
La carriera di Sarina Koga inizia a livello scolastico con la formazione del Liceo Kumamoto Shin-ai; durante questo periodo inizia tutta la trafila delle selezioni giovanili giapponesi: nel 2012 con la nazionale under 17 vince la medaglia d'oro al campionato asiatico ed oceaniano, ricevendo anche i premi di MVP e miglior realizzatrice del torneo; un anno dopo, oltre a debuttare in nazionale maggiore, con la selezione under 23 si aggiudica la medaglia di bronzo al campionato mondiale, venendo eletta miglior schiacciatrice della manifestazione.
Nel gennaio 2015 inizia la carriera professionistica debuttando in V.Premier League con le NEC Red Rockets: partecipa alla seconda parte della stagione 2014-15, aggiudicandosi lo scudetto ed il V.League Top Match, per poi vincere il campionato asiatico per club 2016, dove viene premiata come miglior giocatrice; con la nazionale, nel 2017, vince la medaglia d'oro al campionato asiatico e oceaniano. Nel 2023 mette al collo la medaglia di bronzo alla Coppa del Mondo mentre l'anno successivo è la volta dell'argento alla Volleyball Nations League, ottenendo il riconoscimento di miglior schiacciatrice.

## Palmarès

### Club
- Campionato giapponese: 2

2014-15, 2016-17
- Campionato asiatico per club: 1

2016
- / V.League Top Match: 1

2015

### Nazionale (competizioni minori
- Campionato asiatico ed oceaniano under 17 2012
- Campionato mondiale under 23 2013
- Montreux Volley Masters 2015

### Premi individuali
- 2012 - Campionato asiatico ed oceaniano under 17: MVP
- 2012 - Campionato asiatico ed oceaniano under 17: Miglior realizzatrice
- 2013 - Campionato mondiale under 23: Miglior schiacciatrice
- 2016 - Campionato asiatico per club: MVP
- 2024 - Volleyball Nations League: Miglior schiacciatrice